# Marie-Éléonore de Nassau-Weilbourg
Marie-Éléonore de Nassau Weilbourg (1636-1678), comtesse de Nassau-Weilbourg.

## Biographie
Fille du comte Ernest Casimir de Nassau-Weilbourg (1607-1655) et d'Anne-Marie de Sayn-Wittgenstein (1610-1656), la comtesse Marie-Éléonore de Nassau naît le 12 août 1636, à Metz, ville du Saint-Empire romain germanique occupée par la France depuis 1552.
Le 6 mai 1660, elle épouse le comte Casimir d'Eberstein (19 avril 1639-22 décembre 1660) à Idstein en Hesse, devenant comtesse d'Eberstein. Le comte, qui possède alors des terres dans le Bade-Wurtemberg et en Lorraine, meurt inopinément le 22 décembre 1660. De cette brève union naît tout de même Albertine Sophie Esther d'Eberstein (1661-1728), qui épousera plus tard le duc Frédéric-Auguste de Wurtemberg.
La comtesse Marie-Éléonore d'Eberstein décéda le 16 décembre 1678 à Gochsen, dans le Kraichgau.

## Filiation et parenté
Sœur du comte Frédéric de Nassau-Weilbourg (1640-1675), Marie-Éléonore de Nassau Weilbourg est apparentée avec l'actuel grand-duc Henri Ier de Luxembourg.

## Sources
- Detlev Schwennicke : Europäische Stammtafeln, 1980.